# Martinet ros comú
El martinet ros o oroval (garsa monyuda a les Balears) (Ardeola ralloides) és una espècie d'ocell de la família dels ardèids (Ardeidae) i lleugerament semblant a l'esplugabous. El nom martinet ros es fa extensiu a la resta d'espècies del gènere Ardeola.

## Morfologia
- És un ardèid rodanxó i de coll ben desenvolupat.
- Fa 40-49 cm de llargària i 82-95 cm d'envergadura alar.
- És de color falb clar, amb les ales i la cua blanques i les plomes de la nuca llargues i negrenques.
- A l'època reproductora presenta una trossa llarga i penjant d'aspecte ratllat i el bec de color negre i blau.

## Reproducció
Nidifica en colònies mixtes. Situa els nius a la perifèria de la colònia i forma petits nuclis al voltant dels nius de les altres espècies, que estan molt més avançats. Això s'esdevé al començament de juny. Ha estat comprovada la nidificació a l'Albufera de València i al Delta de l'Ebre. En aquesta darrera localitat presenta una població d'unes 120 parelles nidificants.
Fa un niu ben acabat, amb un sostre de branques. La grandària de la posta és de 4-6 ous que fan eclosió al cap de 21-25 dies. Un cop finalitzada la cria se'n va cap a l'Àfrica tropical (entre la darreria de setembre i mitjan-final d'octubre).

## Alimentació
Pot recórrer grans distàncies per obtindre menjar: peixets, crustacis, mol·luscs, granotes, insectes i larves.

## Distribució geogràfica
Habita la meitat meridional de la península Ibèrica, a Suïssa, a la Camarga, al sud-est d'Europa, a tot Àfrica i a Madagascar.
Passa en migració pels Països Catalans, on és un niador poc freqüent, tant al Delta de l'Ebre, on arriba més tard que els altres ardèids, amb els quals comparteix les colònies, com a l'Albufera de València.